# Antiguo edificio de la Oficina de Patentes
El edificio histórico de la antigua Oficina de Patentes en Washington, D. C. cubre una manzana entera definida por las calles F y G y las calles 7.ª y 9.ª en Chinatown. Sirvió como uno de los primeros edificios de la Oficina de Patentes de los Estados Unidos.
Después de someterse a extensas renovaciones, el edificio reabrió sus puertas el 1 de julio de 2006 y pasó a llamarse Centro de Arte y Retratos Americanos Donald W. Reynolds en honor a la Fundación Donald W. Reynolds, que colaboró con la restauración. El edificio alberga dos museos de la Institución Smithsoniana: la Galería Nacional de Retratos y el Museo Smithsoniano de Arte Americano.

## Historia
Con estilo neogriego y diseñado por el arquitecto Robert Mills, la construcción comenzó en 1836. La Ley de Patentes de los Estados Unidos requería que los interesados en diseñar el edificio presentaran modelos a escala de sus presentaciones, que fueron retenidas por la Oficina de Patentes. Sirvió como sede de algunos departamentos gubernamentales, incluidas las primeras exhibiciones del Smithsoniano. Hoy en día, la estructura alberga dos museos de esta institución: el Museo de Arte Americano y la Galería Nacional de Retratos.
En el plano de Pierre Charles L'Enfant para Washington, D. C., el sitio del edificio de la Oficina de Patentes, a medio camino entre el Capitolio y la ahora Casa Blanca, se reservó para una estructura monumental. L'Enfant imaginó una "iglesia de la República", que luego modificó para convertirla en un panteón dedicado a los grandes estadounidenses.
Entre 1854 y 1857, Clara Barton trabajó en el edificio como empleada del comisionado de Patentes, la primera mujer empleada federal en recibir el mismo salario. Durante la guerra civil, el edificio se convirtió en cuartel militar, hospital y depósito de cadáveres. Los soldados heridos yacían en catres en las galerías del segundo piso. El poeta estadounidense Walt Whitman frecuentaba "el más noble de los edificios de Washington". Whitman trabajó en la Oficina de Asuntos Indígenas, ubicada en el edificio, del 24 de enero al 30 de junio de 1865, antes de ser despedido por tener una copia de Hojas de hierba en su escritorio.